# 라사리요 데 토르메스의 삶, 그의 행운과 불운
《라사리요 데 토르메스의 삶, 그의 행운과 불운》(스페인어: La Vida de Lazarillo de Tormes y de sus fortunas y adversidades)은 1554년에 출간된 스페인 최초의 사실주의 소설이다.

## 개요
스페인 최초의 사실주의 소설로 알려져 있는 ≪La Vida de Lazarillo de Tormes y de sus fortunas y adversidades→라사리요 데 토르메스의 삶, 그의 행운과 불운≫은 1554년에 그 초판이 나왔다. 작가의 이름이 기록되지 않은 이 작품의 출현으로 스페인 문학은 ‘피카레스크 소설(Novela Picaresca)’이라는 새로운 장르를 갖게 되며, 이 장르가 갖는 사실성은 스페인 문학을 특징짓는 중요한 요소로 작용한다. 물론 50여 년 뒤 본격 피카레스크 소설인 마테오 알레만(Mateo Alemán)의 ≪구스만 알파라체(Guzmán Alfarache)≫가 등장하지만, ≪라사리요 데 토르메스…≫가 여러 면에서 이 장르의 출발이라는 것은 아무도 부인하지 못한다.
주인공의 성격을 지칭하는 ‘피카로(pícaro)’라는 말에서 연유된 ‘피카레스크 소설’은 스페인 소설사의 한 획을 긋는 중요한 장르라고 말할 수 있다. 이 시기에 스페인을 비롯한 유럽의 대부분의 소설들이 약간은 황당무계한 흥미 위주 이야기를 벗어나지 못하고 있었다. 이때 ‘피카로(pícaro)’ 혹은 ‘피카라(pícara)’로 불리는 소년이나 소녀가 겪는 여러 가지 삶의 경험들을 통해 당시 사회의 실상을 사실적으로 묘사한 이 소설이 등장했다. 이 소설은 ‘재미있는 이야기나 도덕·교훈적 이야기’에 머물러 있던 당시 소설의 범주를 벗어나 삶에 보다 가깝게 접근하여 삶의 진솔한 목소리를 전달해 주고 있다는 점에서 현대성을 향해 진일보한 모습을 보여주고 있다.
그러나 ‘피카레스크 소설’의 언어적 기원을 이루는 ‘피카로’란 단어는 ≪라사리요 데 토르메스…≫를 비롯하여 피카레스크 소설 그 어디에도 등장하지 않는다. 그리고 한 번도 작중인물들이 이 단어를 사용하여 자신을 지칭한 적도 없다. 그러므로 이 단어는 후대의 소설 연구자들이 만들어내었을 가능성이 크다. 이 단어는 ‘새의 부리’를 뜻하는 ‘pico’에서 왔으며, 이 단어에서 파생한 동사 ‘picar’는 ‘부리로 쪼아대다’, ‘찌르다’란 의미를 가지고 있다. 그러므로 ‘피카로(pícaro)’는 이러한 의미로 미루어볼 때 생각이나 행동으로 다른 사람들을 ‘쪼아대는’ 혹은 ‘찌르는’, 다시 말해 다른 사람들을 괴롭히는 교활한 생각이나 행동 혹은 그러한 짓을 하는 사람으로 유추가 된다. 실제 이 단어는 형용사로서 ‘천박하다’, ‘뻔뻔스럽다’, ‘해를 끼치는 데가 있다’, ‘불량기 있다’는 의미를 가지고 있으며, 이것이 명사화되었을 때에는 ‘천박하고 뻔뻔스럽고 다른 사람에게 해를 끼치며 불량기 있는 행동을 하는 사람’의 뜻을 갖게 된다.
‘피카레스크 소설’은 그 언어적 연원에서 미루어볼 수 있듯이 주인공인 ‘피카로’가 작품의 거의 모든 성격을 지배하는 소설이다. 이 소설은 거의 모든 경우 일인칭 자전적 형식을 갖추고 있으며, 여러 일화들이 병렬적으로 연결되어 있고, 각 일화 사이에는 아무런 연관 관계가 없다. 오직 주인공만이 이 일화들을 연결해 주는 고리의 역할을 하고 있을 뿐이다. 주인공 ‘피카로’는 보통 하층계급 출신으로 주로 ‘굶주림’을 모면하기 위해 여러 비천한 직업을 전전한다. 그리고 경우에 따라서는 남을 속여먹기도 하고 남의 것을 훔치기도 한다. 또 살아남기 위해서는 여러 모양으로 변신하기도 한다. 이러한 변신은 처음에는 생존을 위한 어쩔 수 없는 몸부림으로 시작되지만, 후에는 자신을 받아주지 않는 사회에 대한 분노와 절망감으로 점점 사회의 냉소적인 반항아가 되고 도덕적 양심을 상실한다. 그리하여 죄를 지으며 헤매는 인간의 상징이 된다. 따라서 ‘피카로’는 항상 움직인다. 물론 종국에는 가정과 사회에 안착하는 모습으로 그려지기도 하지만 ‘변신’과 ‘방황’이 피카로의 주된 특징이 된다. 그러므로 이러한 특징들, 즉 일인칭 자전적 구조, 로망스 계열의 소설과 대조되는 하층계급 출신의 이른바 ‘반주인공(Anti-héroe)’의 주도적 역할, ‘배고픔’을 해결하기 위한 주인공의 ‘방황’과 ‘변신’, 여러 부류의 주인과의 만남을 통한 인간 군상(群像)의 실상 고발 등이 지배적으로 나타날 때 우리는 이 소설을 ‘피카레스크 소설’이라 부를 수 있다.

## 특징
≪라사리요 데 토르메스…≫와 본격적인 ‘피카레스크 소설’인 ≪구스만 데 알파라체≫ 사이에는 약 50여 년의 시간적 거리가 있다. 그러므로 ≪라사리요 데 토르메스…≫를 본격 ‘피카레스크 소설’의 범주 안에 넣는 것이 무리가 있다. 하지만 위에서 언급한 ‘피카레스크 소설’을 결정짓는 제 요소들이 ≪라사리요 데 토르메스…≫에서 대부분 나타나는 것으로 볼 때 이 작품이 ‘피카레스크 소설’의 효시적 성격을 갖고 있다는 것은 분명한 사실이다. 다만 시간적으로 르네상스(≪라사리요 데 토르메스…≫)와 바로크(본격 ‘피카레스크 소설’)의 차이에서 오는 몇 가지 특징이 이 둘 사이를 나누고 있을 뿐이다. 예를 들어 ≪라사리요 데 토르메스…≫에서 나타나는 당시 사회의 지도층인 가톨릭 사제들의 위선적 모습을 고발하는 ‘반승려주의(anticlericalismo)’나 역시 르네상스적 인생관에서 비롯되는 ‘순응주의적인 긍정적 인생관’이 훗날 바로크의 본격 ‘피카레스크 소설’ 주인공들이 보여주는 ‘허무주의적 인생관’과 다르게 나타날 뿐이다. ≪라사리요 데 토르메스…≫의 문학적 특징을 개괄해 보면 다음과 같다.
일인칭 자전적 구조
≪라사리요 데 토르메스…≫의 사실성은 이 소설이 일인칭 자전적 구조를 취하고 있는 것과 밀접한 관계가 있다. 정부의 포고령을 큰 소리로 알리며 다니는 라사로라 하는 한 젊은이가 자신의 과거를 각하라 불리는 높은 신분의 사람에게 편지 형식으로 고백하는 이 소설은 자전적 구조(estructura autobiográfica)가 갖는 진실성(verosimiltud)을 작가가 십분 활용하고 있음을 잘 나타내주고 있다. 작가는 독자에게 사실감을 심어주기 위해 하나의 테크닉으로서 자전적 구조를 취하고 있는 것이다. 소설에서 사실성이란 반드시 역사적, 지리적 사실만을 의미하지 않고 이른바 ‘소설적 사실’이라고 일컫는 ‘사실처럼 보이는 것’도 포함된다. 이런 점에서 이 소설의 작가는 이러한 구조를 사용함으로써 독자들에게 생생한 현실감을 전달하고자 하는 그의 의도를 어느 정도 달성했다고 볼 수 있다.
주인공의 신분
독자와의 거리를 좁히고자 하는 작가의 노력은 이전의 소설에서는 볼 수 없는 또 하나의 특징을 이 소설에 제공하고 있다. 그것은 주인공이 갖는 신분이다. 이전의 소설들이 대부분 왕이나 귀족 등 고귀한 신분의 주인공을 설정하고 있는 반면에 이 소설은 주인공을 이른바 ‘피카로(pícaro)’라고 불리는 천한 신분의 소년으로 설정하고 있다. 왕이나 귀족들이 일반 서민들과 쉽사리 접촉할 수 없는 저 멀리 존재하고 있는 자들이라면, 이 소설에 등장하는 주인공은 언제나 어디서나 흔히 볼 수 있는 그러한 신분의 소유자이다. 주인공뿐 아니라 등장하는 인물 모두 당시 스페인의 서민 사회에서 쉽사리 접할 수 있는 자들로서 독자들은 얼마든지 그들의 모습 속에 자신을 투영할 수 있고 어렵지 않게 공감대를 형성할 수 있게 된다. 즉 작가는 이러한 작중인물들이 꾸미는 여러 가지 일화가 먼 나라 이야기가 아니라 독자들의 일상적 삶 가운데 얼마든지 일어날 수 있는, 일어나고 있는 이야기로 만듦으로써 독자의 관심을 이끌어 들인다. 비록 꾸민 이야기지만 대중 사이에 널리 유포되고 있는 여러 이야기를 마치 사실처럼 느끼도록 만드는 것이 이 소설의 작가가 갖는 소설가로서의 탁월성이라고 말할 수 있다.
소설적 주제로서의 배고픔
굶주림과 배고픔은 인간의 가장 원초적 욕망의 표현이며 실존적 욕구라고 말할 수 있다. 그러므로 이 배고픔에 의해 지배당하는 주인공의 모습에서 독자들은 강한 생명력을 느끼고 같은 생명체로서 쉽사리 공감대를 형성하게 된다. 그리고 살기 위해 어쩔 수 없이 비도덕적인 일을 해야만 했던 주인공에 강한 동정심을 갖게 된다. 어느 누구도 그와 같은 처지에 있으면 그렇게 될 수밖에 없었을 것이라는 의식은 주인공과 자신을 동일시하는 결과를 낳게 되고 이러한 공감대는 작품의 현실감을 더욱 크게 하고 있다. 따라서 이 작품은 현실과의 괴리 속에서 움직이는 당시의 기사소설이나 목가소설과는 근본을 달리한다. 이들 소설이 갖는 비현실성은 삶에 대한 진정한 메시지가 없이 그저 흥미만 제공해줄 뿐이다. 그러므로 이들 소설은 수명이 짧다. 단지 시간을 보내기 위한 소일거리로서 이 소설들의 용도가 결정될 뿐이다. 그러나 ≪라사리요 데 토르메스…≫는 소일거리용 소설은 아니다. 삶의 진한 현실감 속에서 이 소설의 작중인물들은 움직이며, 그렇기 때문에 나도 그들 중의 한 사람이 될 수도 있다는 생각이 독자로 하여금 이 소설에 최대한 근접시키고 소설 속에 들어가도록 만든다. 그래서 작중인물들과 함께 울고, 함께 웃으면서 소설 속의 삶을 살아가는 것이다. 이 사실감, 이 현실감이야말로 이 소설이 갖는 생명력의 기본 동인이 되고 있는 것이다.
라사리요의 순응주의적 인생관과 휴머니즘
이 소설에 비친 라사리요의 모습은 훗날 본격적인 피카레스크 소설의 주인공들이 보여주는 어둡고 악하고 부정적인 모습과는 다르다. 비록 그는 인생을 밝은 모습으로 볼 수 없는, 눌리고 억압당하는 위치에 있었지만, 그래서 인생을 얼마든지 부정적으로 볼 수 있었지만 그는 결코 인생을 어둡게만 보지 않는다. 그는 그에게 닥친 운명을 거역하지 않고 담담히 맞이한다. 사물을 그대로 수용하며 그를 둘러싸고 있는 환경 안에서 즐거워하고 만족할 줄을 안다. 그를 괴롭히는 운명의 횡포에 맞서 싸우지 않고, 오히려 그것을 나름대로 터득한 방법을 통하여 받아들이면서 무력화시킨다. 불행은 그것을 불행으로 여기는 사람에게 불행이지 불행 안에서 행복을 찾으려고 하는 사람에게는 더 이상 불행이 될 수 없다. 라사리요는 그가 삶을 통하여 배운 ‘순응주의(conformidad)’를 통해 불운한 환경 속에서도 미소를 잊지 않고 또 독자들을 어둡게 만들지도 않는다. 라사리요의 낙천주의적 인생관이 바로 여기에서 비롯된다. 끝없이 밀려오는 배고픔의 고통이 요구하는 비도덕적인 행위를 제외하고는 그에게서 부정적인 모습은 전혀 찾을 수 없다.
반승려주의(Anticlericalismo)
라사리요의 눈에 비친 주인의 모습 중에서 두드러지게 부정적으로 그려진 사람은 주로 성직자들이었다. 라사리요의 눈에 비친 이 성직자들은 하나같이 그들의 사명과는 전혀 다른 일을 하고 있거나 세속적인 욕망을 버리지 못한 자들이었다. 마세다의 신부는 지독한 구두쇠에다가 이기주의자였고, 메르세드의 수도사는 영적인 일보다는 세속적인 일에 더욱 분주했고, 면죄부 포교사는 사기꾼이었고, 성당의 전속사제 역시 장사에 몰두했고, 산살바도르 수석사제는 도덕적으로 문제가 있었다. 이들이 비록 일반 대중을 이끄는 지도적인 위치에 있었으나 사람 됨됨이는 라사리요와 별반 다를 바가 없었다. 오히려 라사리요보다도 더욱 못한 자들이었다.
따라서 ≪라사리요 데 토르메스…≫는 반승려주의(Anticlericalismo) 소설이다. 물론 이 소설이 나온 시기가 르네상스 시대였음은 잘 알아야 한다. ≪데카메론≫에서 나타났던 반승려주의가 이 소설에서도 나타난다. 그래서 이 소설은 종교재판의 금서목록에 올려지고 판금 조치를 당하게 된다. 아마 이러한 이유로 이 소설이 작자 미상으로 남아 있는지도 모른다. 그러나 이 작품에서 보이는 작가의 태도는 비교적 객관적이다. 작가는 라사리요를 통해서 지도층 인사들의 부패성을 객관적으로 묘사하려고 힘썼다. 가급적이면 편견을 피하고 복수라든지 증오라든지 하는 적극적인 개입을 자제하고 그들의 위선적인 행동을 담담히 그려내고 있다. 작가는 여기에서 그들의 신분과 행동이 일치되지 않은 아이러니하고 유머러스한 분위기를 만들어내어 미움보다는 웃음을 자아내고 있다. 다시 말한다면, 이들의 행위에 대한 풍자는 있었지만 독(毒)은 품고 있지 않았다. 이러한 방법으로 라사리요에 대한 독자들의 부정적인 판단을 유화시키고, 오히려 그가 섬긴 성직자들의 비도덕적이고 세속적인 모습을 더욱 부각시키고 있다.
≪라사리요 데 토르메스…≫는 출판된 당시에는 상업적인 인기를 별로 누리지 못했다. 이 책은 1600년까지 출판이 되었는데, 1554년에 세 판을 찍었고 몇 판인지는 모르지만 1555년에도 출판한 기록이 있다. 그리고 1559년 종교재판의 금서목록에 올라간 이후 1573년에는 수정된 채로 출판이 되었고, 1587년 판은 밀라노에서 찍었다. 또 1595년에도 판을 찍은 기록이 있고, 1599년에는 두 번 판을 찍었다. 특히 1599년 판은 마드리드와 바르셀로나에서 찍었는데 이는 같은 계열의 소설로 마테오 알레만이 쓴 ≪구스만 데 알파라체≫의 성공에 따른 것이라는 설이 유력하다. 이 소설이 여러 가지 상업적인 성공 요인을 가지고 있었을 법한데도 별다른 성공을 거두지 못한 이유는 이 소설에 독자들이 한창 관심을 가질 무렵에 종교재판의 금서목록에 올라 관심이 지속되지 못하였기 때문이다. 1573년에 다시 판이 나왔지만 이미 그때는 이 소설에 대한 관심과 열기가 식었고, 또 일부 수정되어 판이 나왔기 때문에 원전의 맛을 그대로 살릴 수가 없었다. 그럼에도 불구하고 이 소설은 읽혔다. 특히 당시 사회의 위선적인 모습에 실망하고 분노한 일부 의식 있는 사람들이 이 소설을 읽었던 것이다. 특히 세르반테스와 마테오 알레만이 이 작품을 읽은 것은 대단한 수확이었다. 세르반테스는 그의 ≪모범 소설집(Novelas Ejemplares)≫에서 이 작품을 읽은 흔적을 보여주고 있고, 마테오 알레만은 이 작품의 주제와 형식을 연장하고 변형시켜 ≪구스만 데 알파라체≫를 씀으로써 ‘피카레스크 소설’이라는 새로운 장르의 길을 열어놓았다. 아마 이 소설이 스페인 문학사, 아니 세계 문학사에 끼친 가장 큰 공로를 들라고 한다면 훗날의 소설 발달에 커다란 영향을 미친 ‘피카레스크 소설’의 기원이 되었다는 점일 것이다.
‘피카레스크 소설’은 20세기에 들어서도 범유럽적인, 범서구적인 현상으로 나타나고 있다. 이는 이 소설의 인간 실존을 파헤치는 사실주의적 성격과, 정신적인 고향의 상실과 사랑의 결핍에서 오는 주인공 피카로의 방황하는 모습이 현대인의 실존적 본질을 잘 대변해 주고, 많은 사람들의 공감대를 형성하고 있기 때문이다. 예측할 수 없을 정도의 빠른 속도로 변화하고 있는 현대의 삶 속에서, 현실에 뿌리내리지 못한 채 영원한 안식처를 찾아 방황하고 있는 현대인의 모습 속에서 우리는 이미 피카로적 속성을 만날 수 있으며, 그렇기 때문에 피카로는 현대소설의 영원한 주인공이 될 수 있고, 되고 있는 것이다.
그러나 이 소설이 보여주는 문학적 특성은 ≪라사리요 데 토르메스…≫에서 처음으로 시작된 것은 아니다. 특히 이 소설에서 선명히 드러나는 사실성(realismo)은 그 연원을 멀리 중세의 서사시부터 찾을 수 있는데, 바로 그 작품이 스페인이 자랑하는 대서사시 ≪엘 시드의 노래(Cantar de Mío Cid)≫이다. 그리고 그 이후의 부르주아지 사랑 미학의 결정판인 ≪좋은 사랑의 이야기(Libro de Buen Amor)≫와 대화체 소설인 ≪셀레스티나(La Celestina)≫에 면면히 흐르고 있는 사실주의적 전통이 이 소설에 이어진 것이다. 이 사실주의적 전통은 스페인 문학을 다른 유럽 문학과 구분시키는 특징적 요소이기도 하다. 그러므로 이 작품은 이 전통을 가장 선명히 드러냄으로 말미암아 가장 스페인적인 문학의 멋과 맛을 우리에게 제공해 주고 있다고 말할 수 있다.

## 참고 자료
- 본 문서에는 지식을만드는지식에서 CC-BY-SA 3.0으로 배포한 책 소개글을 기초로 작성된 내용이 포함되어 있습니다.